# Enrico Kölling
Enrico Kölling (* 27. Februar 1990 in Berlin) ist ein deutscher Profiboxer, der im November 2017 um den vakanten IBF-Weltmeistertitel im Halbschwergewicht kämpfte und dabei gegen Artur Beterbijew unterlag. 
Als Amateur war er unter anderem Teilnehmer der Olympischen Sommerspiele 2012 in London.

## Amateurkarriere
Enrico Kölling trainierte beim SC Berlin und boxte für Hertha BSC in der Bundesliga. Er war Teilnehmer der Kadetten-Europameisterschaft 2006 in Tirana, gewann 2007 eine Bronzemedaille im Mittelgewicht bei der Junioren-Europameisterschaft in Sombor und 2008 die Silbermedaille im Mittelgewicht bei der Jugend-Weltmeisterschaft in Guadalajara.
Bei den Erwachsenen wurde er 2009 in Berlin Deutscher Meister im Halbschwergewicht und startete bei der Weltmeisterschaft 2011 in Baku, wo er im Achtelfinale mit 6:8 gegen den späteren Weltmeister Julio César La Cruz ausschied. Zudem boxte er in der Saison 2010/11 für das Team Istanbulls und 2011/12 für die Leipzig Leopards in der World Series of Boxing.
Bei den Olympischen Spielen 2012 in London besiegte er in der Vorrunde Christian Donfack, schied aber dann im Achtelfinale mit 9:12 gegen Abdelhafid Benchabla aus.

## Profikarriere
Im August 2012 wurde bekanntgegeben, dass Kölling einen Profivertrag beim deutschen Boxstall Sauerland Event unterzeichnet hat.
Ab September 2012 gewann er jeden seiner 16 Kämpfe, ehe er am 21. Februar 2015 einstimmig gegen den Italiener Mirco Ricci unterlag. Im Anschluss gewann er wieder sieben Kämpfe in Folge und besiegte dabei auch zweimal den Südafrikaner Ryno Liebenberg nach Punkten.
Am 11. November 2017 boxte er im kalifornischen Fresno gegen den Russen Artur Beterbijew um den IBF-Weltmeistertitel im Halbschwergewicht. Das Duell war zuerst als Ausscheidungskampf zur Ermittlung des künftigen WM-Herausforderers des IBF-Titelträgers Andre Ward geplant. Nachdem Ward jedoch seine Karriere beendet und den Titel niedergelegt hatte, wurde der Kampf zwischen Beterbijew und Kölling zum WM-Kampf um den nun besitzlosen Titel. Kölling unterlag in dem Kampf durch K. o. in der zwölften Runde. Im Januar 2018 trennte sich Kölling aufgrund fehlender Perspektive von seinem Promoter Sauerland Event.
Nach drei Aufbausiegen, verlor er auch am 27. Oktober 2018, beim Kampf um die EBU-Europameisterschaft im Halbschwergewicht, einstimmig gegen Dominic Bösel. Seinen nächsten Kampf, der erst am 2. November 2019 stattfand, verlor er ebenfalls einstimmig gegen Leon Bunn.
Erst im Mai 2021 kehrte er in den Ring zurück und erzielte zwei Siege, darunter einen im November 2021 durch Mehrheitsentscheidung gegen Leon Harth, wodurch er WBO-Europameister im Cruisergewicht wurde. 
Am 24. Juni 2022 verlor er durch TKO in der ersten Runde gegen den Polen Michał Cieślak.

## Liste der Profikämpfe
| 29 Siege (10 K. o.-Siege), 5 Niederlagen (2 K. o.-Niederlagen) |                   |                                        |                      |                                                                                    |
| Jahr                                                           | Tag               | Ort                                    | Gegner               | Ergebnis für Kölling                                                               |
| 2012                                                           | 29. September     | Sporthalle, Alsterdorf, Hamburg        | Pablo Sosa           | Sieg / KO 6. Runde                                                                 |
| 2012                                                           | 3. November 2012  | Gerry Weber Stadion, Halle             | Iwan Maslow          | Sieg / Punktsieg 6. Runde                                                          |
| 2012                                                           | 15. Dezember 2012 | Nürnberger Arena, Nürnberg             | Attila Barán         | Sieg / Punktsieg 6. Runde                                                          |
| 2013                                                           | 2. Februar        | Max Schmeling Halle, Berlin            | Egidijus Kakštys     | Sieg / Punktsieg 6. Runde                                                          |
| 2013                                                           | 23. März          | GETEC Arena, Magdeburg, Magdeburg      | Josef Obešlo         | Sieg / Punktsieg 6. Runde                                                          |
| 2013                                                           | 27. April         | Sporthalle, Alsterdorf, Hamburg        | Leo Tchoula          | Sieg / Punktsieg 8. Runde                                                          |
| 2013                                                           | 25. Mai           | O2 Arena, Greenwich, London            | Vygaudas Laurinkus   | Sieg / Punktsieg 4. Runde                                                          |
| 2013                                                           | 8. Juni           | Max Schmeling Halle, Berlin            | Armin Dollinger      | Sieg / Aufgabe 4. Runde                                                            |
| 2013                                                           | 24. August        | Sport and Congress Center, Schwerin    | Haris Čaušević       | Sieg / TKO 3. Runde                                                                |
| 2013                                                           | 26. Oktober       | EWE-Arena, Oldenburg                   | György Marosi        | Sieg / KO 3. Runde                                                                 |
| 2013                                                           | 14. Dezember      | Jahnsportforum, Neubrandenburg         | Tomáš Adámek         | Sieg / Punktsieg 8. Runde                                                          |
| 2014                                                           | 25. Januar        | Hanns-Martin-Schleyer Halle, Stuttgart | Paata Aduashvili     | Sieg / TKO 3. Runde vakanter WBO-Junioren-Weltmeistertitel                         |
| 2014                                                           | 5. April          | Stadthalle, Rostock                    | Mirzet Bajrektarević | Sieg / Punktsieg 8. Runde                                                          |
| 2014                                                           | 7. Juni           | Sport und Congress Center, Schwerin    | Patrick Bois         | Sieg / Punktsieg 12. Runde vakanter WBA-Interkontinental-Titel                     |
| 2014                                                           | 30. August        | Gerry Weber Stadium, Halle             | Giuseppe Brischetto  | Sieg / Aufgabe 7. Runde WBA-Interkontinental Titelverteidigung                     |
| 2014                                                           | 27. September     | Sparkassen-Arena, Kiel                 | Dániel Régi          | Sieg / TKO 6. Runde                                                                |
| 2015                                                           | 21. Februar       | Mercedes Benz Arena, Berlin            | Mirco Ricci          | Niederlage nach Punkten / 12 Runden WBA-Interkontinental Titelverteidigung         |
| 2015                                                           | 25. April         | Columbiahalle, Berlin                  | Andrej Maurer        | Sieg / Punktsieg 8. Runde                                                          |
| 2015                                                           | 18. Juli          | Gerry Weber Stadium, Halle             | Wassyl Kondor        | Sieg / Punktsieg 8. Runde                                                          |
| 2015                                                           | 17. Oktober       | DM-Arena, Karlsruhe                    | Karel Hořejšek       | Sieg / Punktsieg 8. Runde                                                          |
| 2015                                                           | 5. Dezember       | Inselparkhalle, Wilhelmsburg           | Serhiy Demtschenko   | Sieg / Punktsieg 8. Runde                                                          |
| 2016                                                           | 9. April          | MBS Arena, Potsdam                     | Oleksandr Tscherwiak | Sieg / Punktsieg 12. Runde vakanter WBA-Interkontinental-Titel                     |
| 2016                                                           | 1. Oktober        | Jahnsportforum, Neubrandenburgd        | Ryno Liebenberg      | Sieg / Punktsieg (Split decision) 12. Runde WBA-Interkontinental Titelverteidigung |
| 2017                                                           | 4. Februar        | Emperors Palace, Kempton Park          | Ryno Liebenberg      | Sieg / Punktsieg 10. Runde                                                         |
| 2017                                                           | 11. November      | Save Mart Arena, Fresno                | Artur Beterbijew     | Niederlage / KO 12. Runde vakante IBF Weltmeisterschaft                            |
| 2018                                                           | 20. Januar        | Boxcamp P1, Hellersdorf                | Robert Mueller       | Sieg / TKO 2. Runde                                                                |
| 2018                                                           | 3. März           | Stadthalle, Weissenfels                | Giorgi Beroshvili    | Sieg / KO 1. Runde                                                                 |
| 2018                                                           | 9. Juni           | Kohlrabizirkus, Leipzig                | Andrejs Pokumeiko    | Sieg / Punktsieg 8. Runde                                                          |
| 2018                                                           | 27. Oktober       | Stadthalle, Weissenfels                | Dominic Bösel        | Niederlage nach Punkten / 12 Runden Titelkampf EBU Europameisterschaft             |
| 2019                                                           | 2. November       | CGM Arena Koblenz, Deutschland         | Leon Bunn            | Niederlage nach Punkten IBF-International-Meisterschaft                            |
| 2021                                                           | 21. Mai           | Hyatt Regency Hotel, Belgrad           | Slaviša Simeunović   | Sieg / Aufgabe 2. Runde                                                            |
| 2021                                                           | 12. November      | Lokschuppen, Bielefeld                 | Leon Harth           | Sieg / Punktsieg 10. Runde                                                         |
| 2022                                                           | 24. Juni          | Hala Legionów, Kielce, Polen           | Michał Cieślak       | Niederlage durch TKO in Runde 1 / 10 Runden                                        |
| 2023                                                           | 1. Juli           | Bernau bei Berlin                      | Ali Ismayilov        | Sieg / TKO 4. Runde                                                                |
| (Quelle: BoxRec-Datenbank)                                     |                   |                                        |                      |                                                                                    |